# Zakovriàixino
Zakovriàixino (en rus: Заковряшино) és un poble del krai de l'Altai, a Rússia, que el 2013 tenia 736 habitants.